# Baeacis semanoti
Baeacis semanoti är en stekelart som först beskrevs av Watanabe 1954.  Baeacis semanoti ingår i släktet Baeacis och familjen bracksteklar. Inga underarter finns listade.